# Anne Kjersti Kalvåová
Anne Kjersti Kalvåová (* 5. června 1992 Lundamo) je norská běžkyně na lyžích. Je mistryní světa ze štafety.

## Výsledky

### Výsledky ve Světovém poháru
| Sezóna  | Věk | Sezónní výsledky | Sezónní výsledky | Sezónní výsledky | Výsledky na Ski Tour | Výsledky na Ski Tour | Výsledky na Ski Tour | Výsledky na Ski Tour | Výsledky na Ski Tour |
| Sezóna  | Věk | Celkově          | Distance         | Sprinty          | Nordic Opening       | Tour de Ski          | Ski Tour 2020        | WC Final             | Ski Tour Kanada      |
| ------- | --- | ---------------- | ---------------- | ---------------- | -------------------- | -------------------- | -------------------- | -------------------- | -------------------- |
| 2012/13 | 20  | NC               | —                | NC               | —                    | —                    | —                    | —                    | —                    |
| 2014/15 | 22  | NC               | NC               | —                | —                    | —                    | —                    | —                    | —                    |
| 2015/16 | 23  | NC               | NC               | —                | —                    | —                    | —                    | —                    | —                    |
| 2016/17 | 24  | 95.              | 72.              | 81.              | 44.                  | —                    | —                    | —                    | —                    |
| 2017/18 | 25  | 50.              | 46.              | 48.              | —                    | 22.                  | —                    | —                    | —                    |
| 2018/19 | 26  | 68.              | 64.              | 43.              | —                    | —                    | —                    | —                    | —                    |
| 2019/20 | 27  | 26.              | 25.              | 26.              | 13.                  | 16.                  | —                    | —                    | —                    |
| 2020/21 | 28  | 31.              | 29.              | 45.              | 13.                  | —                    | —                    | —                    | —                    |
| 2021/22 | 29  | 27.              | 25.              | 47.              | —                    | 13.                  | —                    | —                    | —                    |
| 2022/23 | 30  | 16.              | 5.               | 51.              | —                    | DNF                  | —                    | —                    | —                    |
| 2023/24 | 31  | 35.              | 22.              | 42.              | —                    | DNF                  | —                    | —                    | —                    |

### Výsledky na MS
| Rok  | Věk | 10 km | 15 km skiatlon | 30 km hromadný start | sprint | 4 × 5 km štafeta | sprint dvojic |
| ---- | --- | ----- | -------------- | -------------------- | ------ | ---------------- | ------------- |
| 2021 | 28  | —     | 12.            | 6.                   | —      | —                | —             |
| 2023 | 30  | 4.    | 8.             | 2.                   | —      | 1.               | 2.            |

## Osobní údaje
Její sestřenicí je norská fenomenální běžkyně na lyžích Marit Bjørgenová – jejich matky jsou sestry. Partnerem Anne Kjersti Kalvåové je norský reprezentant v běhu na lyžích Didrik Tønseth.